# Sint-Jozefinstituut (Kontich)
Het Sint-Jozefinstituut (SJI) is een katholieke middelbare school in de Belgische gemeente Kontich. De school biedt algemeen secundair onderwijs, technisch secundair onderwijs en beroepssecundair onderwijs en heeft ook een autonome basisschool.
Het instituut is gevestigd op het Gemeenteplein, tegenover de Sint-Martinuskerk. De vzw OZCS-Zuid-Antwerpen (Onderwijsinrichtingen Zusters der Christelijke Scholen van Vorselaar Zuid-Antwerpen) is het schoolbestuur van het SJI. De secundaire school is sedert 1999 toegetreden tot de scholengemeenschap Kontich-Hove, de basisschool behoort sinds 2003 tot de scholengemeenschap Basisonderwijs Zusters der Christelijke scholen Regio Hove-Kontich-Rumst.

## Geschiedenis

### Stichting
Rond 1820, in de Hollandse tijd, probeerde de adellijke dame Gillès-de Pret, eigenares van het Tanghof in Kontich, tevergeefs onderwijs voor arme meisjes in te richten. Na de onafhankelijkheid van België, in 1832, vroeg zij pastoor De Buck contact op te nemen met pater Donche, de stichter van de leer- en werkschool in Vorselaar. Omwille van de minder gunstige ligging buiten de dorpskom aarzelde die. Maar toen de kastelein van mevrouw Gillès-de Pret met zijn huifkar in Vorselaar arriveerde, vertrokken er drie zusters richting Kontich. Zij openden op 4 augustus 1832 een leerwerkschool in de Reepkenslei.
Het onderwijs van toen mag je zeker niet vergelijken met dat van nu. De enige vakken die de meisjes kregen, waren handwerk (wol- en vlasspinnen en breien) en godsdienst.
Modeartikelen mochten niet gemaakt worden en de aanwezigheid van mannenkleren was ten strengste verboden.
De leeftijd van de leerlingen varieerde van 5 tot 15 jaar, maar zelfs leerlingen van 25 jaar waren geen uitzondering.
In elke school van Donche was er een reglement, dus ook in Kontich. Zo moesten de meisjes ’aen handen en aengesigt wel gewasschen, en overig zuyver gekleed zijn, ook het werk dat zij medebrengen mag slegt, maer moet tog zuyver zijn’. En ‘de kinders mogen nooyt eenige snoeperij et cetera onder de schooltijd eeten’.
In 1848 slaagden de zusters er in een ruim burgershuis en een stuk grond achter het huis in het centrum van het dorp aan te kopen. Die nieuwe ligging was in 1848 vrij gunstig. Maar later zal de sterke inbouw in de dorpskom de noodzakelijke uitbreiding vaak bemoeilijken en financieel zeer grote inspanningen vergen.

### Wereldoorlogen
De twee wereldoorlogen hebben een stempel gedrukt op het leven in de school en in het klooster.
In 1914 tijdens de ‘Grote Oorlog’ werd de school een verzamelplaats voor pas opgeroepen soldaten. In volle oorlog richtte men in de feestzaal (de huidige turnzaal) een officiële militaire ziekenpost in en werd de school een pleisterplaats voor vluchtelingen. De zusters zorgden voor soepbedeling, en die soep was voor vele kinderen vaak de enige maaltijd.
De Tweede Wereldoorlog kende een uitzonderlijk strenge winter (1941-1942). Daarom werd de feestzaal ingericht als publieke verwarmingszaal om hulp te verlenen aan mensen die geen kolen hadden om hun huis te verwarmen. De zusters werkten actief mee in Winterhulp, ze kookten de volkssoep en zorgden voor de bedeling ervan. Toen bij het bombardement van ‘de Erla’ in Mortsel 23 inwoners van Kontich omkwamen, werd de feestzaal ingericht als rouwkapel.

### Nieuwe ontwikkelingen
Nadat de school sinds haar ontstaan bestuurd was door een zuster, kwam de leiding in 1979 in handen van een lekendirecteur, Godfried Van Steen. Hij zorgde voor de modernisering van de school. Er kwamen nieuwe studierichtingen tot stand, er werden contacten gelegd met de basisscholen van de regio, er werden activiteiten georganiseerd waarmee de school naar buiten trad. In 1994 werd het uniform afgeschaft en werd de school ook opengesteld voor jongens. Hiermee legde directeur Van Steen de basis van een sterke groei van het leerlingenaantal, die zich vooral voordeed onder zijn opvolger directeur Roger Auwerkerken.
De geschiedenis van de school is niet los te koppelen van de geschiedenis van de kloostergemeenschap van de Zusters van de Christelijke Scholen van Vorselaar in Kontich. Dat de congregatie besliste om het klooster in 2004 te sluiten, kwam als een donderslag bij een heldere hemel. Met verdriet in het hart liet ‘de school’ de zusters vertrekken en de zusters namen met een bezwaard hart afscheid van hun school.
Naar aanleiding van het 150-jarig bestaan van de school werd in 1982 een door romanist Willy De Cock en historica Chris Huyghe opgesteld jubileumboek uitgegeven. Dit boek kreeg 25 jaar later een aanvulling.

## Studierichtingen
In de 1ste graad wordt er zowel een A- als een B-stroom ingericht. In de A-stroom betreft het de richtingen Creatie en Vormgeving, Handel, Moderne en Sociale en Technische Vorming. In de B-stroom is er het 1ste leerjaar B en de beroepsvoorbereidend jaren Mode en Kantoor-Verkoop.
In de 2de graad zijn er aso-, tso- en bso-richtingen: de aso-richtingen economie, humane wetenschappen en wetenschappen, de tso-richtingen Creatie en Mode, Handel, Handel-Talen, Sociale-Technische en Wetenschappen, en de bso-richtingen Kantoor en Moderealisatie en Presentatie.
In de 3de graad biedt het aso de studierichtingen Economie-Moderne Talen, Economie-Wiskunde, Humane Wetenschappen en Wetenschappen-Wiskunde. In het tso zijn er de richtingen Creatie en Mode, Boekhouden-Informatieca, Handel, Informaticabeheer, Secretariaat-Talen en Sociale en Technische Wetenschappen. In het bso is er naast de richting Kantoor ook een richting Moderealisatie en Verkoop.

## Bekende oud-leerlingen
- Karen Damen
- Ann Van den Broeck
- Hilde Rens (Yasmine)
- Dorianne Aussems